# Prévôté
Le mot prévôté désigne une unité de justice sous l'Ancien Régime dans plusieurs pays ou, actuellement, des unités de gendarmerie. Il désigne aussi le lieu de résidence du prévôt, religieux dans l'Église catholique.

## Belgique
De 1830 à 1944, le terme désigne les unités de la Gendarmerie belge chargées de la police des forces armées belges.
Entre 1945 et fin 2000, la prévôté fut limitée à la police des corps d'armée hors métropole, et plus spécialement des Forces belges stationnées en Allemagne, les « FBA ».

## France

### Ancien Régime
Sous l'Ancien Régime, la prévôté, ou prévôt royal, est le premier degré de la justice royale.
Apparues au XIe siècle, les prévôtés peuvent porter divers noms selon les régions : vicomtés en Normandie, vigueries en Provence, Occitanie ou Catalogne.
Le personnel des prévôtés, à l'origine très réduit, se développe à la fin du Moyen Âge pour comprendre des conseillers, des lieutenants et des procureurs royaux. La prévôté adresse normalement tous les cas civils et criminels de son ressort, à l'exception des cas royaux — lèse-majesté, faux-monnayage, hérésie, trouble à l'ordre public, etc. — qui relèvent des bailliages, et des cas concernant nobles et privilégiés. Elle reçoit l'appel des juridictions seigneuriales : on y fait appel au bailliage ou à la sénéchaussée.

### Restauration
Sous la Restauration, les cours prévôtales sont une juridiction d'exception aux compétences similaires aux prévôtés d’Ancien Régime et aussi chargées de juger les crimes politiques.

### De nos jours
En France, la prévôté, ou gendarmerie prévôtale, est un détachement de la Gendarmerie Nationale hors du territoire français. Les unités prévôtales sont chargées de la police militaire et d'une partie de la justice militaire. Des prévôtés sont établies :
- en temps de guerre, pour accompagner les troupes en campagne (avec notamment des missions de contrôle des déplacements à l'arrière du front, de prise en charge des prisonniers, de recherche et d'arrestation des déserteurs et de neutralisation d'espions ennemis) ;
- en tout temps, lorsque de grandes unités, formations ou détachements des armées stationnent ou opèrent hors du territoire national ; ainsi, il a existé des gendarmeries prévôtales permanentes à Dakar, Djibouti et en Allemagne.

## Luxembourg
Du XIIIe au XVIIIe siècle, le duché de Luxembourg comprenait plusieurs prévôtés.

## Église catholique
Dans l'Église catholique, la prévôté est le lieu de résidence du prévôt, supérieur de certains ordre religieux. Par exemple, la maison de la Prévôté de Rennes.

### Articles liés
- Prévôt
- Prévôt (Ancien Régime)